# Winnica (skała)

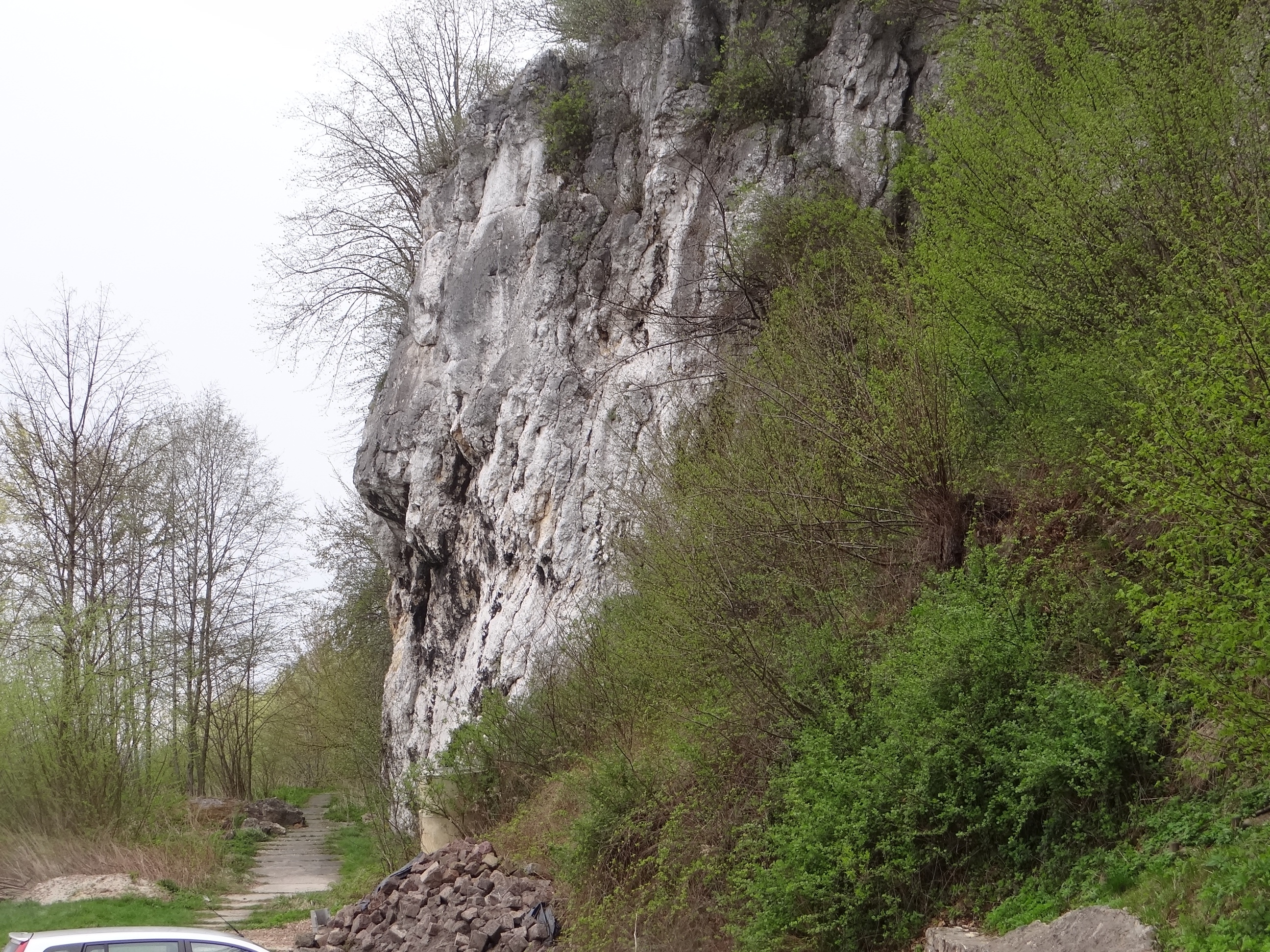

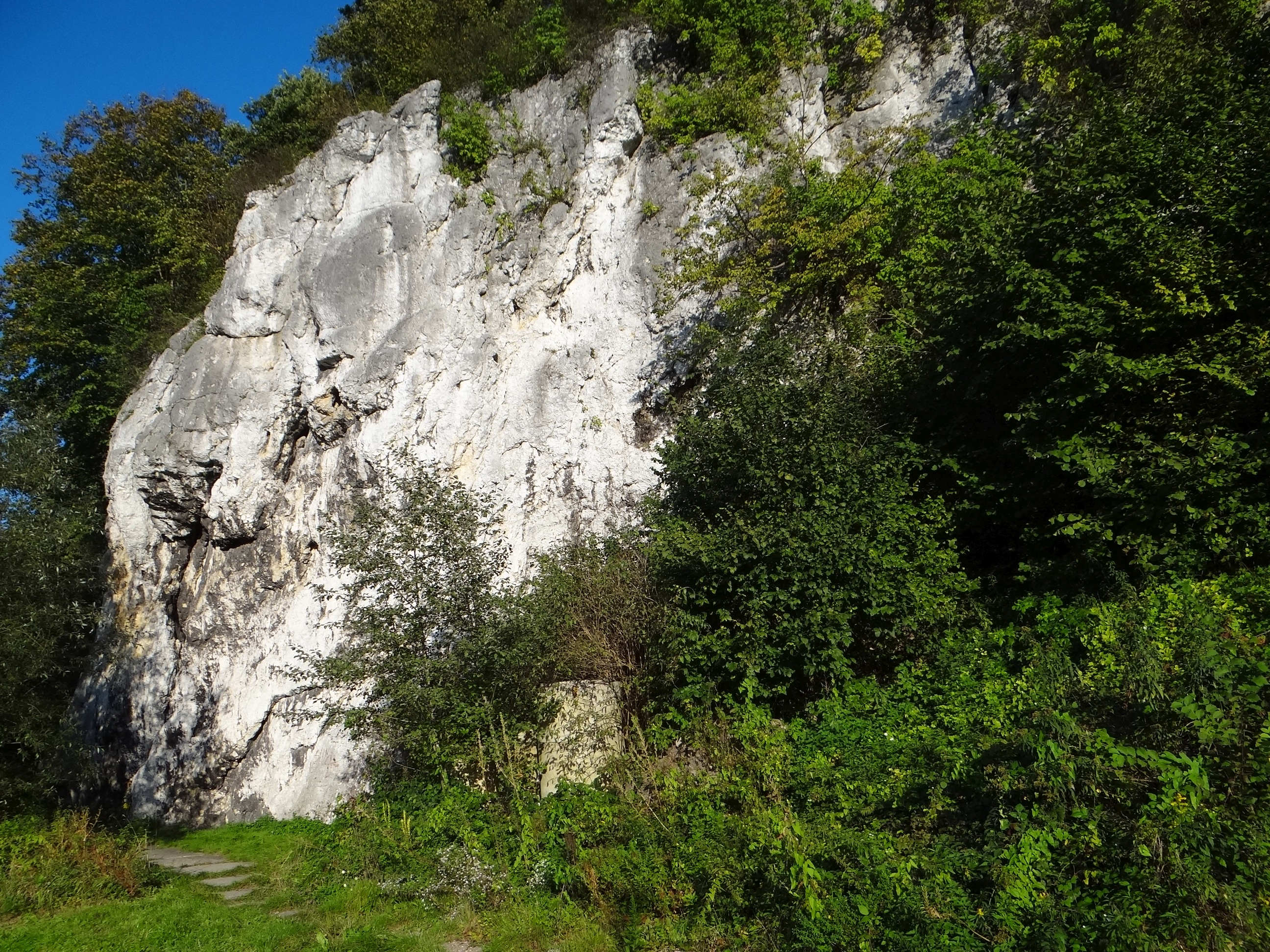

Winnica – skała na wzgórzu Winnica w Tyńcu. Pod względem administracyjnym należy do Dzielnicy VIII Dębniki w Krakowie. Pod względem geograficznym należy do Wzgórz Tynieckich na Pomoście Krakowskim w obrębie makroregionu Bramy Krakowskiej. Wzgórza te włączone zostały w obszar Bielańsko-Tynieckiego Parku Krajobrazowego.
Skała znajduje się u północno-zachodniego podnóża wzgórza Winnica i bezpośrednio wznosi się przy terasie Wisły. Jest najbardziej na północ wysuniętą skałą w murze skalnym o długości około 180 m wznoszącym się nad ulicą Promową. Tuż przy skale znajduje się parking i restauracja, a w odległości kilkudziesięciu metrów przystań promowa.
Skała znajduje się na terenie prywatnym. Na mocy porozumienia właściciela działki z PZA została udostępniona do wspinaczki skalnej na określonych warunkach. Jak wszystkie skały Wzgórz Tynieckich jest to skała wapienna pochodząca z późnej jury. Wspinacze skalni poprowadzili na niej kilka dróg wspinaczkowych o trudności od IV do VI.1+ w skali polskiej. Skała ma wysokość 14–16 m, jest połoga, pionowa i przewieszona, występuje w niej filar, komin i zacięcie. W 2007 r. nastąpił w niej obryw, w wyniku którego w niektórych miejscach skała jest krucha.
W murze skalnym tuż obok Winnicy znajduje się druga skała – Mur przy Skurwysynie, również udostępniona do wspinaczki.